# ایستگاه متروی فدک
ایستگاه متروی فدک، در محله فدک منطقه ۸ یکی از ایستگاه‌های خط ۲ متروی تهران است. این ایستگاه در خیابان مدنی شمال روبروی ساختمان‌های دادگستری، بین دو ایستگاه جانبازان و سبلان و در همسایگی مرکز خرید پالمیرا واقع شده‌است. نام این ایستگاه که در محلهٔ نارمک تهران واقع شده، تا پیش از سال ۱۳۸۷ ایستگاه نظام‌آباد بود.
این ایستگاه که در ۱۸ مهر ۱۳۸۵ تأسیس شده دارای ۲۲۸۹ متر مربع فضای سرپوشیده و ۱۲۳۰۰ متر مربع فضای باز می‌باشد.

## خطوط حمل و نقل عمومی
از خطوط اتوبوسرانی عبوری از مجاور این ایستگاه فقط یک خط به شرح ذیل می‌باشد:
- خط اتوبوس ۳۱۲ میدان قیام به میدان رسالت در مسیر جنب پارک کوثر-م قیام-خ مولوی-خ سیروس-سید رضی-خ مردم-ژاله-خ بهارستان-م ابن سینا-انقلاب-خ. شهید مدنی - متروی فدک - ادامه خیابان مدنی - جانبازان شرقی-میدان هلال احمر-خ جانبازان-خ مدنی- م رسالت[۳]